# Северные ворота (Фленсбург)
Северные ворота — ворота старого города во Фленсбурге, земля Шлезвиг-Гольштейн — достопримечательность и архитектурный символ самого северного города Германии. Одни из двух ворот фленсбургских городских укреплений, сохранившихся до настоящего времени.
Городские стены вокруг Фленсбурга возводились постепенно, начиная с 1345 года. Ворота в северной части укреплений получили название Norder Porte. В конце XVI века на сто метров южнее было построено нынешнее красивое здание из красного кирпича — с проездной аркой и фронтоном со ступенчатым щипцом. Во времена средневековья ворота закрывались на ночь; это была северная граница города.
В 1796 году был снят запрет на строительство за пределами укреплений, и Фленсбург начал развиваться уже снаружи городских стен. Район за Северными воротами назвали Новым городом (по-датски Nystaden). К концу XIX века ворота оставались одним из немногих сохранившихся элементов средневековых укреплений. Они также были предназначены городом к сносу как мешающие движению и не имеющие художественной ценности. На это уже ассигновали средства в сумме 5250 рейхсмарок; однако прусская администрация в Шлезвиге не дала разрешения на разборку исторического здания.
В 1913-14 годах архитектор Пауль Циглер отреставрировал Северные ворота и установил часы. В 1966 году Немецкая почта начала выпускать почтовую марку в 30 пфеннигов (в зелёном и красном вариантах) с рисунком фленсбургских Северных ворот, общим тиражом более 3 миллиардов штук. При реставрации 1990-х годов, вернувшей воротам исторический вид, часы было решено убрать — они переехали на шпиль церкви Святого Михаила. С 2004 года ворота получили новую функцию — в помещении над аркой расположился гражданский зал бракосочетаний. В начале XXI века с запада вплотную к Северным воротам было пристроено новое здание музея науки Phenomenta с совершенно плоским фасадом из синего стекла, что вызвало неоднозначную реакцию общественности.
С внешней стороны Северных ворот над аркой укреплены две каменных плиты. На левой изображён герб датского короля Кристиана IV и латинский девиз «Regna Firmat Pietas»  — благочестие укрепляет царство. Это очень старая плита, возможно даже ровесница самих ворот. Справа можно увидеть герб Фленсбурга с девизом уже на немецком языке: «Friede ernährt, Unfrieden verzehrt» — мир кормит, раздор пожирает.